# آدا كليمنت
آدا كليمنت (بالإنجليزية: Ada Clement)‏ هي معلمة موسيقى وعازفة بيانو أمريكية، ولدت في 1878، وتوفيت في 18 يوليو 1952.